# Stowarzyszenie 614. Przykazania
Stowarzyszenie 614. Przykazania – prywatna organizacja z siedzibą w Los Angeles w Kalifornii, zajmująca się upowszechnianiem w języku polskim wiedzy na temat judaizmu i religijnej kultury żydowskiej.
Organizacja powstała w roku 2005. W swojej nazwie (ang. The 614th Commandment Society) nawiązuje do wezwania „Nie będziesz przyznawał Hitlerowi pośmiertnych zwycięstw”, sformułowanego przez filozofa Emila Fackenheima, które określił on mianem 614. Przykazania – w uzupełnieniu do 613 Przykazań (micwot) zawartych w Torze – i w którym podkreślał znaczenie kultywowania żydowskiej religijności w epoce po holocauście.
Główne formy działania Stowarzyszenia 614. Przykazania to publikowanie materiałów edukacyjnych (informator o święcie Szabat: Szabat Szalom – 2005, 2006; Pesach: Pesach – 2006, nowe tłumaczenie na język polski Hagady na Pesach – 2007), sponsorowanie tłumaczeń klasycznych religijnych dzieł żydowskich na język polski (Księga Koheleta oraz Księga Jony – wyd. Tora Pardes, Kraków 2007, „Talmud Babiloński” – 2010), a także publikacji książkowych popularyzujących wiedzę o judaizmie („Judaizm bez tajemnic” – wyd. Stowarzyszenie Pardes, Kraków 2009 i 2012; „Czy Torę można czytać po polsku?” – 2011) i działalność edukacyjna w Internecie.